# 凯茜·罗拉特
凯茜·罗拉特（英語：Kathy Rowlatt，1948年5月14日—），英国女子跳水运动员。她曾代表英格兰参加1966年大英帝国和英联邦运动会跳水比赛，获得一枚金牌。她也曾参加1968年夏季奥林匹克运动会。